# Karsten Grabow
Karsten Grabow (* 1967) ist ein deutscher Politikwissenschaftler. 
Grabow studierte Politikwissenschaft und Volkswirtschaftslehre an der Universität Rostock, der Humboldt-Universität zu Berlin und der Duke University in Durham, North Carolina/USA. 1999 wurde er an der HU Berlin mit der durch Gert-Joachim Glaeßner und Herbert Kitschelt betreuten Dissertation Abschied von der Massenpartei. Die Entwicklung der Organisationsmuster von SPD und CDU seit der deutschen Vereinigung zum Dr. phil. promoviert. 2005 folgte an der FU Berlin die Habilitation im Fach Politikwissenschaft (Die westeuropäische Sozialdemokratie in der Regierung. Sozialdemokratische Beschäftigungspolitik im Vergleich). Er war Lehrbeauftragter an mehreren Universitäten und Forschungseinrichtungen im In- und Ausland und Lehrstuhlvertreter an den Universitäten Trier und Jena.
Seit 2006 ist er Mitarbeiter der Konrad-Adenauer-Stiftung (KAS). Er war zunächst Referent für internationale Parteien- und Parlamentszusammenarbeit in der Hauptabteilung EIZ. 2011 wurde er Koordinator für Politikanalysen und Parteienforschung und in der Hauptabteilung Politik und Beratung in Berlin. Er veröffentlichte mehrere Beiträge bei der KAS.

## Schriften (Auswahl)
- Abschied von der Massenpartei. Die Entwicklung der Organisationsmuster von SPD und CDU seit der deutschen Vereinigung. Deutscher Universitätsverlag, Wiesbaden 2000, ISBN 3-8244-4421-6.
- Die westeuropäische Sozialdemokratie in der Regierung. Sozialdemokratische Beschäftigungspolitik im Vergleich. Deutscher Universitätsverlag, Wiesbaden 2004, ISBN 3-8244-4587-5.
- mit Helmut Reifeld, Andreas Jacobs und Christian Rieck: Rule of law (= The KAS democracy report. 2006). Hrsg. durch die Konrad-Adenauer-Stiftung, Bouvier, Bonn 2006, ISBN 3-416-03160-1.
- mit Christian Rieck: Parties and Democracy (= The KAS democracy report. 2007). Hrsg. durch die Konrad-Adenauer-Stiftung, Bouvier, Bonn 2007, ISBN 978-3-416-03194-3.
- mit Uwe Jun: Mehr Expertise in der deutschen Politik? Zur Übertragbarkeit des „Evidence-based policy approach“ (= Zukunft Regieren – Beiträge für eine gestaltungsfähige Politik. 1/2008). Bertelsmann Stiftung, Gütersloh 2008.
- mit Florian Hartleb: Exposing the Demagogues. Right-wing and National Populist Parties in Europe. Konrad-Adenauer-Stiftung/Centre for European Studies, Berlin/Brüssel 2013, ISBN 978-2-930632-26-1.